# Összetett kakukkfűelixír
Az összetett kakukkfűelixír (Elixirium thymi compositum) egy  köhögéscsillapító, köptető gyógyszertári (magisztrális) készítmény.

## Összetétel[1]
Ph. Hg. VII. szerint (1000 g-ra):
| Tinctura aromatica (aromás tinktúra)                                   | 1 g    |
| Tinctura aurantii pro sirupo (szirupkészítéshez való narancs-tinktúra) | 60 g   |
| Tinctura thymi (kakukkfű-tinktúra)                                     | 300 g  |
| Natrium bromatum solutum 33,3% (nátrium-bromid 33,3%-os oldata)        | 45 g   |
| Sirupis simplex                                                        | 594 g  |
|                                                                        |        |
|                                                                        | 1000 g |

### Segédanyag
Kasszia fahéj-, narancshéj-, kardamomumtermés-, szegfűszeg-alkoholos kivonata, metil-parahidroxibenzoát, 96%-os alkohol, szorbinsav, szacharóz, desztillált víz.

## Javallat
A légutak váladékképződéssel járó gyulladásos folyamatainak kezelésére.

## Ellenjavallat
Alkalmazása tilos vékony- és vastagbélgyulladás (enterocolitis) és   szívelégtelenség  fennállása esetén.

## Figyelmeztetés
Terhesség  és szoptatás alatt csak orvosi javaslatra alkalmazható.